# Veronica ritteriana
Veronica ritteriana är en grobladsväxtart som först beskrevs av Alice Eastwood, och fick sitt nu gällande namn av M.M.Mart.Ort. och Albach. Veronica ritteriana ingår i släktet veronikor, och familjen grobladsväxter. Inga underarter finns listade i Catalogue of Life.